# Manusmriti
Die Manusmriti (Sanskrit: मनुस्मृति Manusmṛti [ˈmʌnʊsmrɪtɪ]), auch bekannt unter dem Namen Manavadharmashastra (मानवधर्मशास्त्र Mānavadharmaśāstra [ˌmaːnʌʋʌˌdʱʌrmʌˈɕaːstrʌ]) ist ein indischer Text, dessen Titel mit „Gesetzbuch des Manu“ wiedergegeben wird. Dieser Text gehört zu den Dharmasutras und Dharmashastras, die Offenbarungen und Abhandlungen über das angemessene Verhalten darstellen. Die Manusmriti gehört zur Textgruppe der Smritis, die als von Lehrern überlieferte Texte gelten (im Gegensatz zu den Shrutis, die als von den Weisen „gehörte“ Texte gelten und denen eine höhere Autorität zukommt).
Obschon das heutige Wissen über Politik und Recht im alten Indien hauptsächlich auf der Kenntnis dieser Texte basiert, sind sie nicht als Rechtsbücher im eigentlichen Sinne zu begreifen. Die in ihnen niedergelegten Verhaltensregeln für die vier Varnas steuerten die sozialen und politischen Prozesse innerhalb des Subkontinents über einen langen Zeitraum. Die Manusmriti ist also nicht als Gesetzbuch im juristischen, sondern im normativen Sinne zu verstehen. Sie zeigen jedoch auf, wie das soziale und religiöse Leben sein sollte und was daraus folgend nicht erstrebenswert war. Der Text gibt die Perspektive der Brahmanen wieder. Die Entstehungszeit setzt man zwischen 200 v. Chr. und 200 n. Chr. an.

## Gesellschaftspolitische Bedeutung der Manusmriti
Die Manusmriti ist eine Abhandlung über den Dharma, in der die sozialen Pflichten kodifiziert sind, denen heutige Hindus jedoch im täglichen Leben keine absolute Autorität zubilligen.
Beschrieben werden die Pflichten der vier Lebensstadien: Brahmacarin (Schüler), Grihastha (Haushalter), Vanaprastha (in die Waldeinsamkeit Gehender) und Samnyasin (Die Welt Aufgebender). Jedes dieser Lebensstadien ist mit eigenen Verpflichtungen verbunden. Die Manusmriti behandelt die Samskaras (Sakramente), das Veda-Studium, die Heirat, die täglichen Zeremonien, die Shraddhas (Riten), erlaubte und verbotene Speisen, rituelle Reinheit und Unreinheit, die Pflichten des Königs. Bezeichnend ist, dass das Buch des Manu mit der Schöpfung anfängt und mit den Folgen der guten und bösen Taten im zukünftigen Leben endet.
Die Manusmriti ist die wichtigste Textquelle des alten Indiens zum Kastensystem. Inwieweit diese Aussagen die gelebte soziale Realität widerspiegeln steht nicht fest. Dennoch handelt es sich um eine sehr aussagekräftige Quelle dazu, wie das soziale Leben aus damaliger brahmanischer Sicht wünschenswert gewesen wäre.
Der Text empfiehlt für die erste Heirat eines Zweimalgeborenen (Brahmanen, Kshatriyas, Vaishyas) eine Frau aus derselben Kaste. „Ein Brahmane, der eine Shudra-Frau in sein Bett nimmt, wird (nach seinem Tode) in die Hölle sinken; wenn er ein Kind von ihr bekommt, wird er seinen Rang als Brahmane verlieren“ (III,17).
Das fünfte Kapitel handelt von der Reinheit und der Einhaltung der Reinheit: „Wenn ein Brahmane einen Unberührbaren, eine menstruierende Frau, einen Ausgestoßenen, eine Frau im Wochenbett, einen Leichnam, oder jemanden, der einen Leichnam angefasst hat, berührt, muss er sich durch ein rituelles Bad reinigen.“ (V,85).
Das siebte Kapitel ist den speziellen Pflichten und Rechten des Königs (Rajadharma) gewidmet (wie auch das Arthashastra). Auch wenn es Gründe zu der Annahme gibt, dass im klassischen Indien auch die republikanische Regierungsform bekannt war, war zweifellos in der Regel der König die zentrale Figur des Staates. Die Frage nach der Göttlichkeit seines Status lässt sich nicht eindeutig beantworten. Auch wenn viele Beschreibungen einen göttlichen Status anzuzeigen scheinen, weist ihm seine Zugehörigkeit zur Klasse der Kshatriya eine den Brahmanen gegenüber untergeordnete Stellung zu. Dies führt zu einer Reihe von Beschränkungen – vor allem im rituellen Bereich, die eine Königsmacht innerhalb der Varna-Gesellschaft im absoluten oder göttlichen Sinne ausschließt. Meist war das indische Königtum erblich und der König wurde angehalten, sich mit Ministern zu umgeben, die wiederum von einem weitverzweigten Verwaltungsapparat unterstützt wurden, der tief in die untersten Schichten und in die entferntesten Teile des Königreiches hineinreichte. Diese Ordnungsprinzipien ließen sich bis in jüngste Vergangenheit z. B. im hinduistischen Königreich Nepal nachweisen. Der letzte König Gyanendra Bir Bikram Shah Dev (bis Ende 2007) sah seine am 1. Februar 2005 erfolgte Machtergreifung durch die ihm aus dem Rajadharma zuwachsenden Verpflichtungen legitimiert.

## Rezeption

### Schopenhauer
Arthur Schopenhauer las die „Gesetze des Menu“ in der Übersetzung von Johann Chr. Hütter (1797), die ihrerseits auf der englischen Übersetzung von W. Jones (1796) beruht. Er zitiert „das älteste aller Gesetzbücher“ u. a. in § 62 seines philosophischen Hauptwerkes, Die Welt als Wille und Vorstellung (1818) als denkbar ältesten Beleg für die Ableitung aller ursprünglichen Eigentumsansprüche aus der Bearbeitung vordem herrenloser Sachen.

### Nietzsche
In seinen Schriften Götzen-Dämmerung und Der Antichrist hält Friedrich Nietzsche das Gesetzesbuch des Manu gegen die Gesetze der monotheistischen Kulturen hoch. Es spiegelte seiner Ansicht nach eine jahrhundertealte Erfahrung wider. Er hielt die im Gesetzesbuch des Manu festgehaltene Kastenordnung für natürlich, die auf der Gleichheit der Menschen beruhende moderne Gesellschaftsordnung dagegen für „dekadent“ und widernatürlich. Seiner Ansicht nach sollten, wie bei Manu, die Kasten voneinander getrennt sein und verschiedene (Vor-)Rechte besitzen. Während die „Vornehmen“, die Philosophen, die Gesetze festlegen sollten, sollten die körperlich Starken die Exekutive wahrnehmen und die „Mittelmäßigen“ das arbeitende Gros der Bevölkerung bilden. Zudem hält er der Manusmriti zugute, dass dort die Frauen wesentlich schmeichelhafter als im Christentum beschrieben würden und ihr Körper nicht als unrein, sondern im Gegenteil als besonders rein gelte.

Nietzsche benutzt für seine Adaption des Manusmriti eine sehr zweifelhafte französische Übersetzung des bekennenden Antisemiten Louis Jacolliot. Er übernahm dessen irrige Vorstellung, das Buch stamme aus der Zeit 13.000 (!) vor Chr. und sei damit die älteste arische Quelle, er nahm die Manusmitrii als Essenz altindischer Kultur und ignorierte die bereits übersetzten Upanischaden und Veden. Viele der von Nietzsche zitierten Passagen, die angeblich aus dem Manusmriti stammen, sind in Wahrheit Hinzufügungen von Jacolliot, für die sich keine alten Textzeugen finden lassen. Jacolliot vertrat die historisch unhaltbare Theorie, dass die Juden die ursprünglich vertriebenen Tschandala des Manusmriti gewesen seien. Bei Nietzsche hat der Bezug auf Manu nicht den Zweck, zu einer vormodernen Kastenordnung zurückzukehren, sondern der christlich-demokratischen Egalisierung die Grundlage zu entziehen.
Zur Kritik des Manu-Gesetzbuches. – Das ganze Buch ruht auf der heiligen Lüge. … Die Lüge als Supplement der Macht – ein neuer Begriff der »Wahrheit«. …

### Yukio Mishima
Yukio Mishima nimmt in seiner Tetralogie Das Meer der Fruchtbarkeit immer wieder Bezug auf das Gesetzbuch des Manu. Dem Protagonisten und Rechtsgelehrten Honda bilden diese Schriften einen Gegenpol zum europäischen Naturrecht und gleichzeitig eine ihm übergeordnete Sphäre.